# Apple Springs
Apple Springs ist ein bewohntes gemeindefreies Gebiet im Trinity County im US-Bundesstaat Texas. Das U.S. Census Bureau hat bei der Volkszählung 2020 eine Einwohnerzahl von 2.422 ermittelt. Der Ort ist auch als May Apple Springs bekannt.

## Geschichte
Carlisle liegt 24 km nordöstlich von Groveton im Nordosten des Trinity County. Das Gemeinwesen wurde zur Zeit des Bürgerkrieges gegründet. Es wurde nach dem Malapfel benannt, der an dem Ufer des nahen Bachs üppig wuchs. Als das Postamt 1884 eröffnet wurde, verkürzte man den Namen auf Apple Springs.
Im Laufe der Zeit wurde der Ort zweimal verlegt: 
- Als die Eisenbahnstrecke von Groveton nach Vair gebaut worden war, rückte der Ort ein Stück näher zur Eisenbahn.
- Als die Eisenbahnstrecke 1931 stillgelegt worden war, wurde der Ort zu dem zwei Jahre vorher erbauten Statehighway 95 verlegt.

Bis in die 1960er Jahre wuchs der Ort beständig. 1965 erreichte er seine höchste Einwohnerzahl von 285. Nach einem Rückgang in den 1990er Jahren stieg die Einwohnerzahl wieder auf 185 (Stand: 2000).